# 恰恩多利姆
恰恩多利姆（Candolim），是印度果阿邦North Goa县的一个城镇。总人口8599（2001年）。

## 人口
该地2001年总人口8599人，其中男性4481人，女性4118人；0—6岁人口816人，其中男427人，女389人；识字率75.57%，其中男性为80.96%，女性为69.69%。